# Sabine Hauswirth

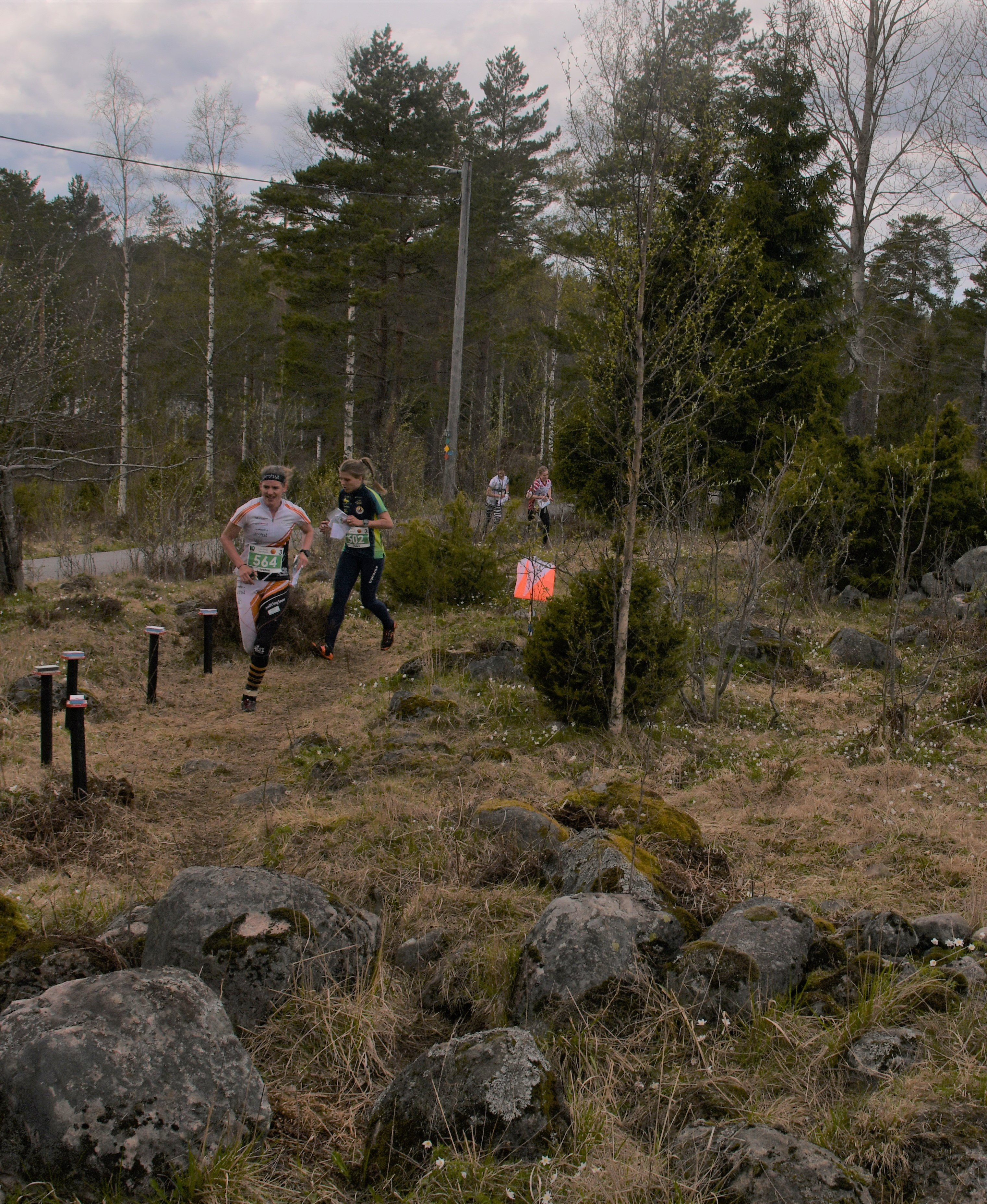
Sabine Hauswirth (till vänster) under Tiomila 2022.

Sabine Hauswirth, född den 8 december 1987, är en schweizisk orienterare som tog guld i stafett vid EM 2014 och guld i stafett vid VM samma år.